# Senat (Jordanien)
Der jordanische Senat, genannt Madschlis al-Aʿyan (مجلس الأعيان, DMG Maǧlis al-Aʿyān), ist das Oberhaus des jordanischen Parlaments, das zusammen mit der Abgeordnetenversammlung die Legislative Jordaniens bildet. Der Senat besteht aus 69 Mitgliedern, die alle vom jordanischen König ernannt werden, und tagt in Amman. Das Zweikammersystem Jordaniens bestehend aus Abgeordnetenversammlung und Senat wurde 1947 geschaffen und durch die Verfassung von 1952 bestätigt. Der Senat ist in Bedeutung dem Abgeordnetenrat nachgestellt, da er nicht das Recht hat, der amtierenden Regierung das Misstrauen auszusprechen, wozu der Abgeordnetenrat berechtigt ist.
Die Amtszeit der Senatoren beträgt vier Jahre, wobei die Möglichkeit besteht, die Mitglieder nach Ablauf ihrer Amtszeit erneut zu ernennen. Bei den Senatoren muss es sich entweder um hochrangige Staatsbeamte oder ehemalige Abgeordnete der Abgeordnetenversammlung handeln, welche mindestens zweimal gewählt wurden. Eine weitere Voraussetzung ist, dass Senatoren mindestens 40 Jahre alt sein müssen.